# Schmuel Halkin
Schmuel (Samuil) Salmanowitsch Halkin (russisch Шмуэл (Самуил) Залманович Галкин; geb. 23. Novemberjul. / 5. Dezember 1897greg. in Rogatschow; gest. 21. September 1960 in Moskau) war ein belarussisch-russischer jiddisch schreibender Dichter, Dramatiker und Übersetzer.

## Leben
Halkin war das jüngste von neun Kindern und wuchs in einer chassidischen Familie auf. Erzogen wurde er von seinem ältesten Bruder, der sich für hebräische und russische Literatur begeisterte und ihn an die Werke Jehuda ha-Levis und Solomon ibn Gabirols heranführte. 1917 ging Halkin nach Kiew, um Malerei zu studieren.
Nach der Oktoberrevolution kam Halkin nach Jekaterinoslaw, wo er seine ersten jiddischen Gedichte 1920 in der von Perez Markisch herausgegebenen Anthologie Trep (Die Treppe) veröffentlichte. Er schloss sich einer Zionistengruppe an (bis 1924) und verfasste hebräische Gedichte. Seine erste jiddische Gedichtsammlung Lider (Lieder) erschien 1922 in Kiew. Im gleichen Jahr ging er nach Moskau.
Halkins Gedichte erschienen in führenden Moskauer jiddischen Zeitungen. Der damalige Doyen der sowjetjiddischen Literatur Moische Litwakow charakterisierte Halkin als tief sowjetisierten Nationaldichter. Halkins 1929 erschienener zweiter Sammelband Wej un mut (Sorge und Mut) machte seinen Blick auf die zwei Seiten der sowjetischen Wirklichkeit deutlich. Wie andere wurde Halkin 1929 wegen seines mangelnden Optimismus und seiner Vorliebe für jüdische Themen kritisiert. Daraufhin passte er sich dem Sozialistischen Realismus an, blieb aber den klassischen Traditionen treu, wie seine Bände Kontakt (1935) und Lider (1939) zeigten.
Wie andere sowjetische jiddische Dichter arbeitete Halkin als Übersetzer und Dramatiker. Shakespeares König Lear in Halkins Übersetzung mit Solomon Michailowitsch Michoels in der Hauptrolle wurde 1935 mit großem Erfolg im Staatlichen Jüdischen Theater Moskau aufgeführt. Halkin bearbeitete  Abraham Goldfadens Melodramen Bar Kochba, oder die letzten Tage von Jerusalem (1937) und Sulamith oder Tochter Jerusalems (1938) für sowjetische Bühnen, woraus zwei dramatische Gedichte entstanden (1939 und 1940). Aron Scheftelewitsch Gurstein stimmte ihm für die Darstellung des jüdischen Freiheitskampfes im Römischen Palästina entsprechend dem Sozialistischen Realismus kritisch zu.

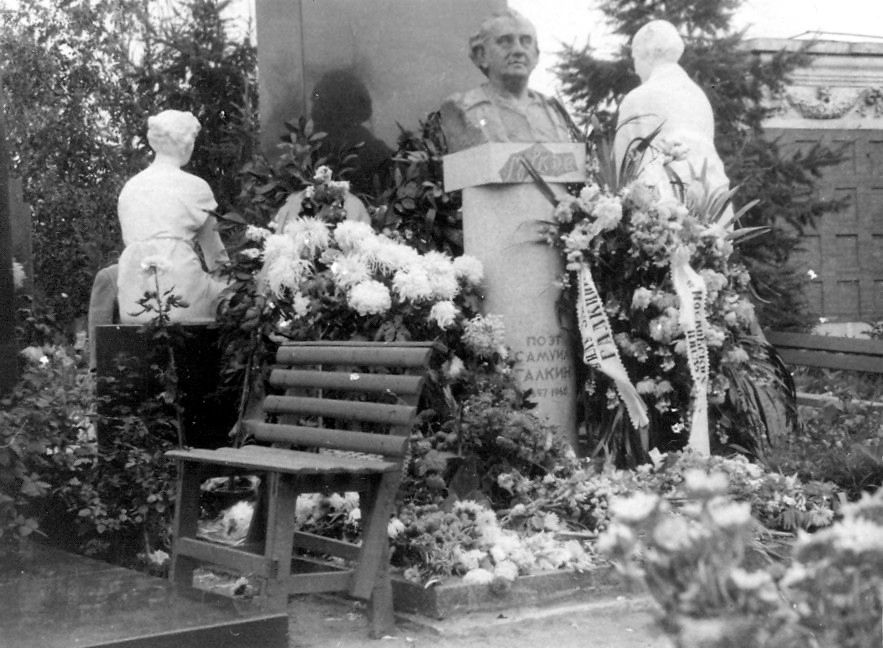
Halkins Grab auf dem Moskauer Nowodewitschi-Friedhof

Während des Deutsch-Sowjetischen Krieges war Halkin Mitglied des Jüdischen Antifaschistischen Komitees und Mitherausgeber der Ejnikajt. Eines der bedeutendsten Gedichte in der sowjetischen Dichtung zum Holocaust war sein Gedicht Tife griber, rojte lejm - hob amol gehat a hejm (Tiefe Gräber, roter Lehm - ich hatte einmal eine Heimat). Nach dem Krieg veröffentlichte er die beiden Bände Erdische wegn (Irdische Wege) (1945) und Der bojm fun lebn (Der Baum des Lebens) (1949).
1949 wurde Halkin aufgrund der Verfolgung des Jüdischen Antifaschistischen Komitees verhaftet. Infolge eines Herzinfarkts im Gefängnis kam er in ein Krankenhaus und wurde nicht wie die Mitgefangenen Perez Markisch, David Hofstein, Itzik Feffer und Leib Kwitko erschossen. Halkin kam zunächst in das Invalidenlager Abes in der Autonomen Sozialistischen Sowjetrepublik der Komi. 1955 wurde er aus dem Gulag entlassen und kehrte rehabilitiert nach Moskau zurück. Dem Hafterlebnis waren 1955 die Gedichte Der widuj fun Sokrat (Die Beichte des Sokrates) gewidmet, die zuerst in der Pariser Zajtschrift  1956–1957 erschienen, und andere Gedichte im Gedichtzyklus In frejd zu erzejln (In Freude zu erzählen) (1950–1958). Diese Gedichte wurden nach seinem Tode in den Sammelband Majn ojzer (Mein Schatz) aufgenommen. Kurz vor seinem Tode beteiligte sich Halkin an der jiddischen Zeitschrift Sovetish heymland. Er schrieb eine Autobiografie, die 1959 erschien.
Halkins Lebenswerk sind seine vielen Gedichte. Anna Andrejewna Achmatowa, Marija Sergejewna Petrowych, Iossif Gurewitsch und Lew Sacharowitsch Ginsburg übersetzten Halkins Werke ins Russische. Halkins Vetter Schimon Halkin übersetzte Halkins Gedichte ins Hebräische. Mieczysław Weinberg vertonte Halkins Lieder und verwendete für den 4. Satz seiner 6. Sinfonie einen Gedichttext Halkins (In rotem Lehm ein Graben gegraben ....).
Halkin war verheiratet. Seine Tochter Emilija (gestorben 2005) war Bildhauerin. Sie schuf das Grabdenkmal ihres Vaters auf dem Nowodewitschi-Friedhof, war verheiratet mit dem Dichter Itsche Boruchowitsch (1923–1972) und lebte seit 1976 in Israel. Halkins Sohn Wolf war Bauingenieur, wanderte 1991 nach Israel aus und starb 1997. Drei Enkel Halkins leben in Israel.

## Ehrungen
- Ehrenzeichen der Sowjetunion (1939)
- Orden des Roten Banners der Arbeit (1958)